# 茱萸山街道
茱萸山街道是中华人民共和国江苏省徐州市贾汪区下辖的一个街道办事处。

## 行政区划
茱萸山街道下辖以下村级行政区划单位：
鹿楼村、龙门村、才沃村、闫村、小山子村和许阳村。